# Paris Bordone
Paris Bordone lub Bordon (ur. przed 5 lipca 1500 (data chrztu) w Treviso, zm. 19 stycznia 1571 w Wenecji) – włoski malarz okresu odrodzenia, przedstawiciel późnorenesansowego malarstwa weneckiego.
Od 1508 przebywał w Wenecji, gdzie w latach 1508-1518 był uczniem Tycjana. Oddziałali na niego również Giorgione i Lorenzo Lotto. Pracował głównie dla mecenasów z północnych Włoch i południowych Niemiec, dokąd dwukrotnie wyjeżdżał na początku lat 40. i 50. XVI wieku Dotarł także do Polski. Dwukrotnie przebywał też w Fontainebleau.
Malował obrazy o tematyce religijnej, mitologicznej i rodzajowej oraz portrety i freski.

## Dzieła artysty
- Portret mężczyzny (1520) Drezno, Galeria Obrazów Starych Mistrzów
- Święta Rodzina ze św. Katarzyną (1520-22) Petersburg, Ermitaż
- Św. Jerzy zabijający smoka (1525) Rzym, Pinakoteka Watykańska
- Wenecka para miłosna (1525-30) Mediolan, Pinakoteka Brera
- Portret nieznanej kobiety (ok.1530) Florencja, Galeria Uffizi
- Przekazanie pierścienia Doży (1533-35) Wenecja, Scuola Grande di San Rocco
- Chrzest Chrystusa (ok.1540) Waszyngton, National Gallery of Art
- Dwaj szachiści (ok.1540) Berlin, Gemäldegalerie
- Portret Hieronima Kroffta (1540) Paryż, Luwr
- Batszeba w kąpieli (ok.1544) Kolonia, Wallraf-Richartz-Museum
- Apollo między Marsjaszem i Midasem (1545-50) Drezno, Galeria Obrazów Starych Mistrzów w Dreźnie
- Mars i Wenus zaskoczeni przez Wulkana (1548-50) Berlin, Gemäldegalerie
- Tronująca Madonna z Dzieciątkiem i świętymi (ok.1548) Berlin, Gemäldegalerie
- Pomona i Wertumnus (1550) Berlin, Gemäldegalerie
- Portret młodej kobiety (ok. 1550) Londyn, National Gallery w Londynie
- Portret królewskiego jubilera Giovanniego Jacopo Caraglio (1552) Kraków, Zamek Królewski na Wawelu
- Alegoria (1558-60) Petersburg, Ermitaż
- Wenus i Mars z Kupidynem (1559-60) Rzym, Galleria Doria Pamhili
- Autoportret Madryt, Prado
- Portret młodej kobiety Madryt, Muzeum Thyssen-Bornemisza
- Pietà z donatorką, (3 ćwierć  XVI w.) Kraków, Zamek  Królewski na Wawelu
- Sacra Conversazione Warszawa, Muzeum Narodowe
- Święta Rodzina ze św. Hieronimem Drezno, Galeria Obrazów Starych Mistrzów w Dreźnie
- Wenus i Amor (1545-1550) Warszawa, Muzeum Narodowe

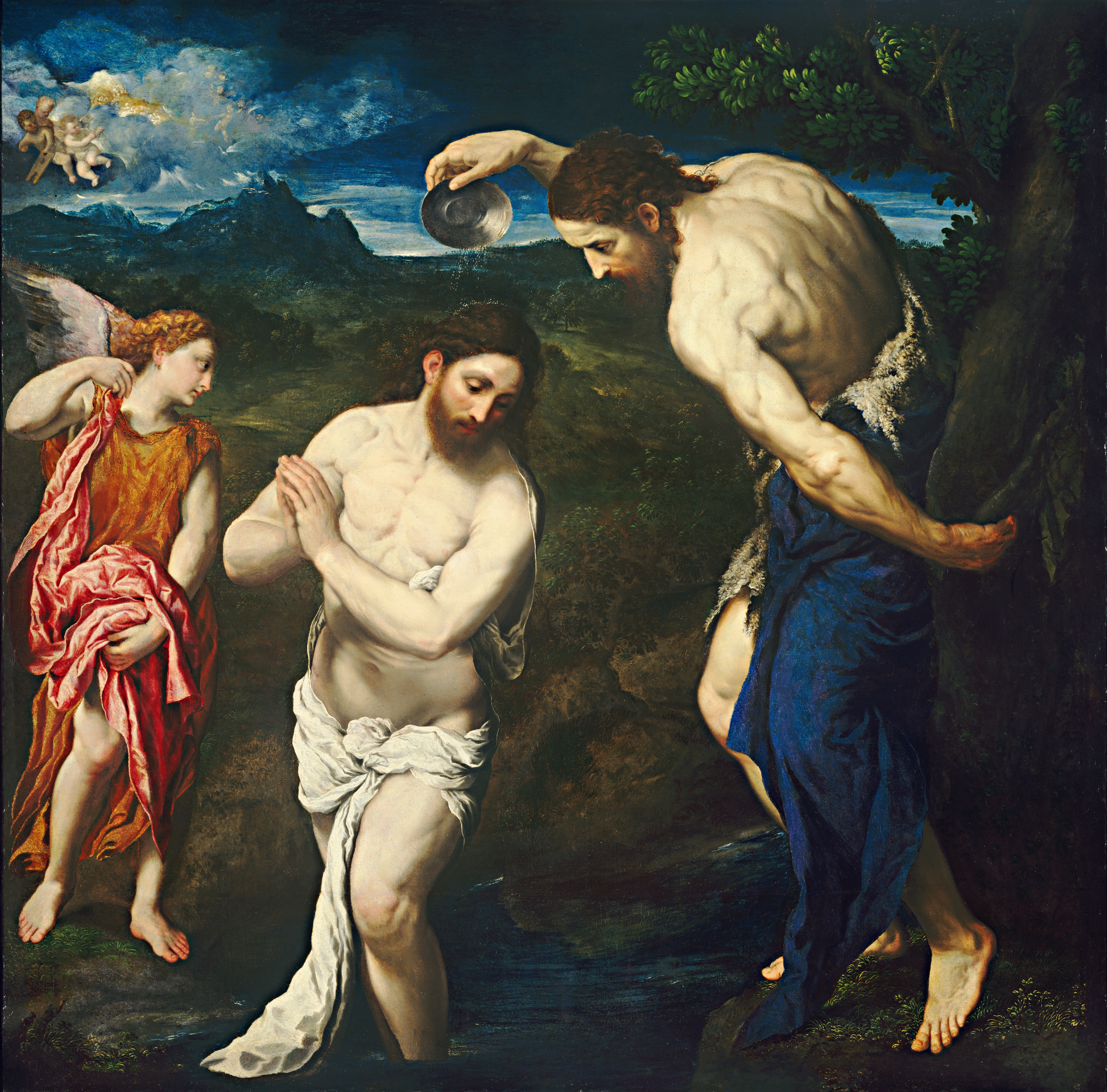
Chrzest Chrystusa (ok.1540), National Gallery of Art Waszyngton
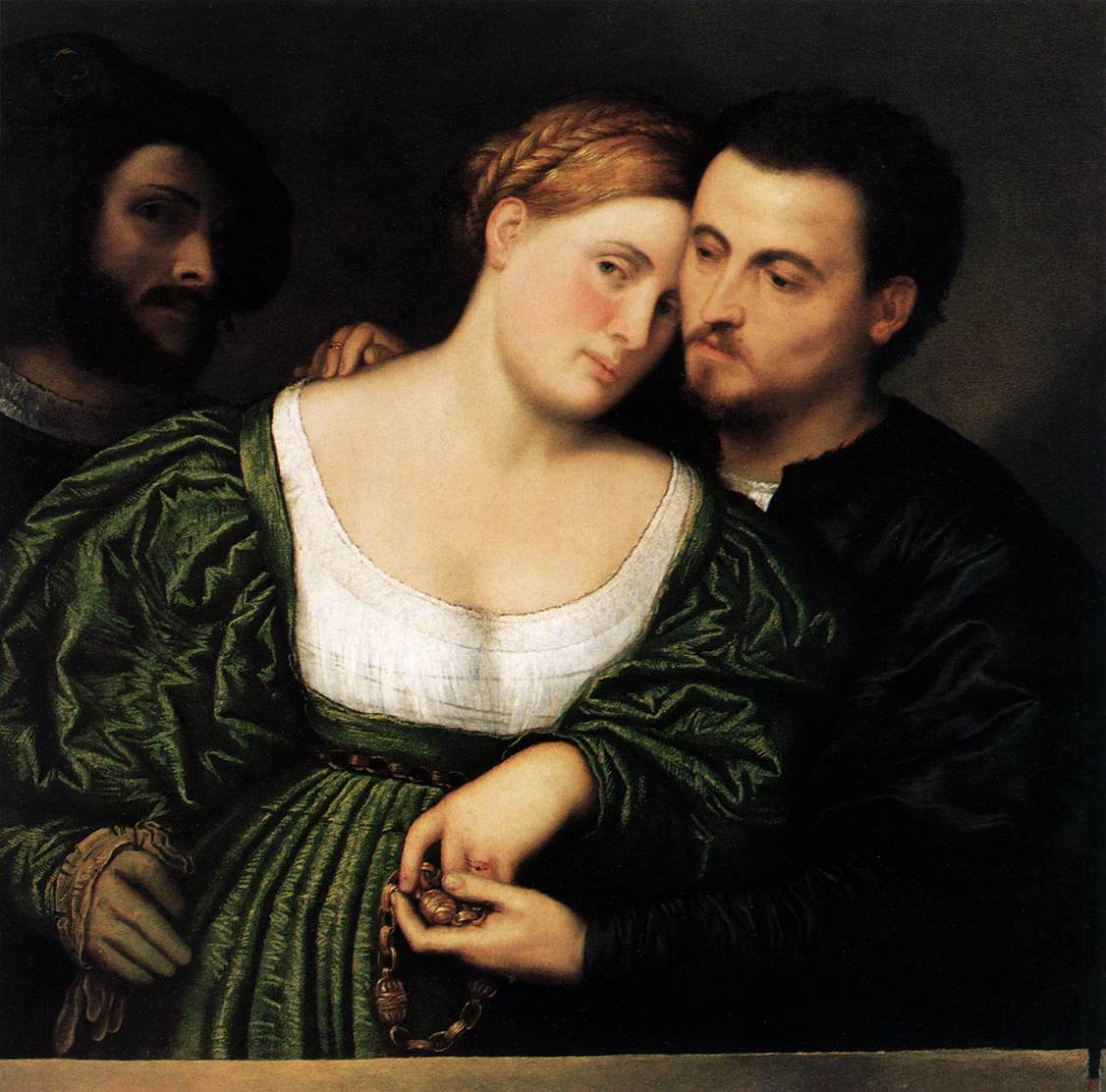
Wenecka para miłosna (1525-30), Pinakoteka Brera Mediolan
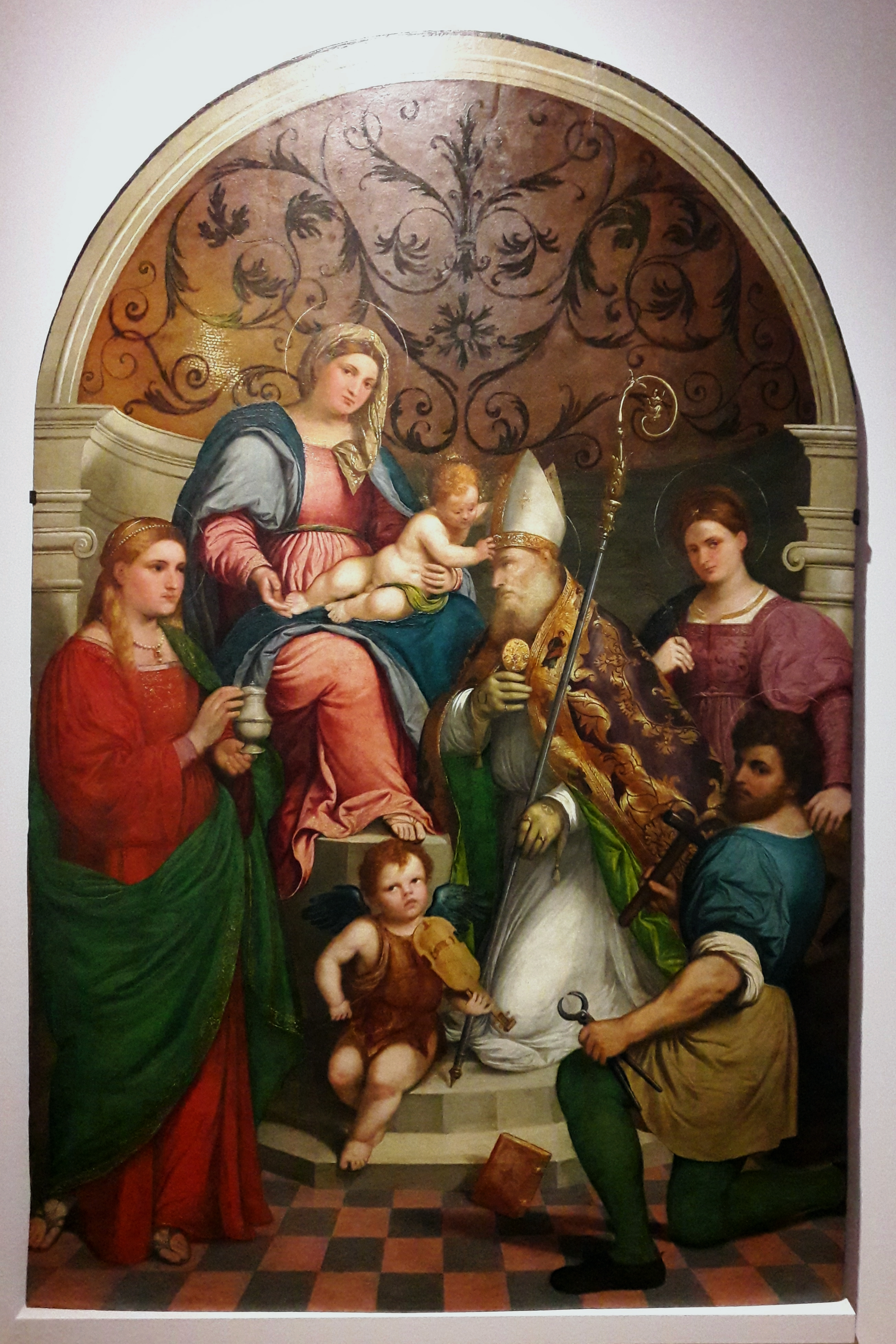
Sacra Conversazione (po 1535), Muzeum Narodowe w Warszawie
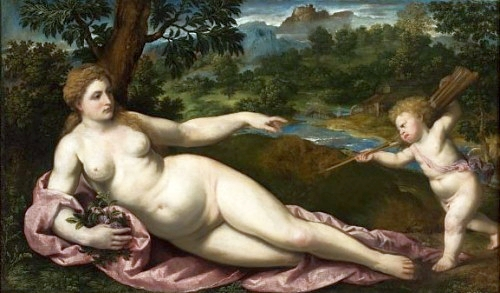
Wenus i Amor (1545-1550), Muzeum Narodowe w Warszawie
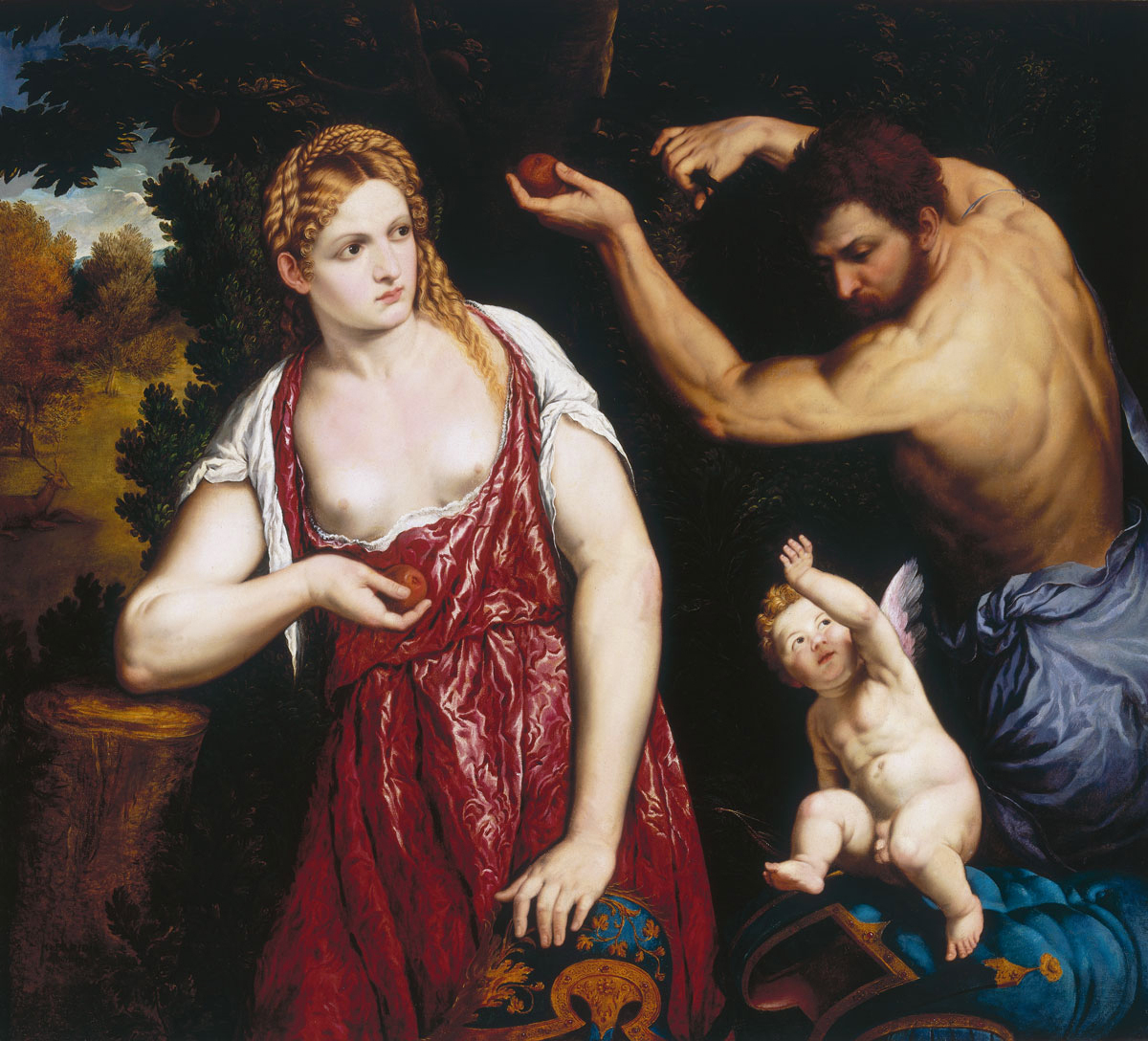
Wenus i Mars z Kupidynem (1559-60), Doria Pamphilj Gallery - Rzym